# 咲々木瞳
咲々木 瞳（ささき ひとみ、10月30日 - ）は、日本の女性声優。東京都出身。

## 経歴
声優という仕事を知ったのは、小学校5年生の時であったが、高校3年生の時に本格的に目指そうと思ったとインタビューで答えている。
プロ・フィット声優養成所卒。
2018年10月31日までリンク・プランに所属。フリー期間を経て、2019年2月1日より東京俳優生活協同組合に所属。

## 人物
声種はソプラノ。
趣味は篠笛、散歩、特技は美味しいコーヒーを淹れること、ピアノ、バスクラリネットである。
免許・資格は普通自動車免許（AT限定）。

## 出演

### テレビアニメ
2016年
- 双星の陰陽師（2016年 - 2017年、幼女、明菜、少年、名越亜美、さえ 他）
- あまんちゅ!（女子A）
- マジきゅんっ!ルネッサンス（女子生徒）
- ねこねこ日本史（お龍）

2017年
- うらら迷路帖（塩沢、ニワトリ）
- アリスと蔵六（女性警察官、千佳、女子高生、店員）
- ブラッククローバー（2017年 - 2021年、アルル、ルーニー、ネロ、マリー・アドレイ、イライザ・ザッケローニ、ルー 他）

2018年
- アイドリッシュセブン（女子アナ、女子高生B、観客A、女子アナウンサー、観客 他）
- ラーメン大好き小泉さん（女子生徒B）
- 多田くんは恋をしない（女子生徒）
- はなかっぱ（あまかっぱ）
- 叛逆性ミリオンアーサー（女子学生）

2019年
- どろろ（女の子）
- この音とまれ!（友達、三好、姫坂女学院部長、明陵箏曲部部長、八重 他） - 2シリーズ
- ワンパンマン（キャバクラ嬢A）
- まちカドまぞく（校内放送）
- Re:ステージ! ドリームデイズ♪（生徒会書記）
- ぼくたちは勉強ができない!（女子A）

2020年
- とある科学の超電磁砲T（常盤台生徒、食蜂派閥、黒髪セーラー）
- マギアレコード 魔法少女まどか☆マギカ外伝（2020年 - 2021年、アイ） - 2シリーズ
- 白猫プロジェクト ZERO CHRONICLE（子供B）
- あひるの空（ギャラリー女子、看護師、女性教師）
- 彼女、お借りします（2020年 - 2025年、新保曜子、子供、女子高生、館内アナウンス） - 3シリーズ
- ドラえもん（テレビ朝日版第2期）（2020年 - 2025年、女の子、子どもたち）
- ご注文はうさぎですか? BLOOM（女性客）

2021年
- はたらく細胞!!（マクロファージ1）
- 怪病医ラムネ（志保子）
- ホリミヤ（小学生）
- 五等分の花嫁 シリーズ（2021年 - 2023年、葵） - 2シリーズ
- カノジョも彼女（女性）
- ヴィジュアルプリズン（ファン）
- マブラヴ オルタネイティヴ（2021年 - 2022年、イリーナ・ピアティフ） - 2シリーズ

2022年
- BIRDIE WING -Golf Girls' Story-（2022年 - 2023年、ジェシカ、秘書） - 2シリーズ
- ちみも（女子高生B）
- うる星やつら (2022)（2022年 - 2024年、女子、使用人、娘） - 2シリーズ

2023年
- 便利屋斎藤さん、異世界に行く（子狼）
- 夢見る男子は現実主義者（佐々木有希）
- クレヨンしんちゃん（2023年 - 2024年、TV音声C、客C、女性、女性B）
- シャドウバースF（クラスメイト）

2024年
- 出来損ないと呼ばれた元英雄は、実家から追放されたので好き勝手に生きることにした（ナディア、メイド、悪魔の子供、少年カーティス、子供 他）
- パズドラ（女性客）
- THE NEW GATE（エフィリア・ロウ・ベイルリヒト）

2025年
- Unnamed Memory Act.2（リタ）
- この会社に好きな人がいます（総務部女性社員、旅行代理店員、企画部女性社員、ジュエリー販売員、三田梨音 他）

### 劇場アニメ
- STAND BY ME ドラえもん 2（2020年）
- 映画 五等分の花嫁（2022年）
- ウマ娘 プリティーダービー 新時代の扉（2024年、アドマイヤベガ）

### OVA
- ウマ娘 プリティーダービー BNWの誓い（2018年、アドマイヤベガ[22]）

### Webアニメ
- 超游世界（2017年、ラン）
- 斉木楠雄のΨ難 Ψ始動編（2019年、女子生徒A）
- ウマ娘 プリティーダービー ROAD TO THE TOP（2023年、アドマイヤベガ[23]、アドマイヤベガの妹[24]） - 2024年に劇場用再編集版公開[25]

### ゲーム
2016年
- 家電少女（さくや）
- トラウマ＊トラウム 翠眼の人形（フィネ・アンデ）

2017年
- エターナル・スターダスト（石田しおり）
- 艦隊これくしょん -艦これ-（占守、国後）　
- クイズRPG 魔法使いと黒猫のウィズ（2017年 - 2018年、リュコス・ヴォーダン、絵の怪物）
- ブレイブソード×ブレイズソウル（アナイアレイター、エアガイツ）
- プロジェクト東京ドールズ（ルリ）

2018年
- マギアレコード 魔法少女まどか☆マギカ外伝（2018年 - 2021年、名無し人工知能のウワサ / アイ）

2019年
- 誰ガ為のアルケミスト（ツヴァイ）
- 東方キャノンボール（リグル・ナイトバグ）

2020年
- ブラウンダスト（スカーレット）
- モンスターストライク（2020年 - 2025年、アザトース、真・ガラハッド、ドラン・フルッツ）
- サクラ革命 〜華咲く乙女たち〜（伊万里くすの）

2021年
- ウマ娘 プリティーダービー（アドマイヤベガ）
- ワールドフリッパー（緋河リンネ）
- Project MIKHAIL（イリーナ・ピアティフ）

2022年
- けものフレンズ3（ソンゴクウ）
- 崩壊3rd（聖剣デュランダル）
- アリスフィクション（2022年 - 2023年、AA）
- アナザーエデン 時空を超える猫（アィシャ）

2023年
- クラッシュフィーバー（AA）

2024年
- 龍が如く8

2025年
- 龍が如く8外伝 Pirates in Hawaii
- 花束を君に贈ろう-Kinsenka-（塚原碧）

### 吹き替え
- ナタ転生（2021年）

### ドラマCD
- ヨメクラ（2017年、二階雪奈[39]）

### ラジオ
※はインターネット配信。
- Lumina Charisのルミカリキュラム！（2017年 - 2018年、HiBiKi Radio Station※）[40]
- ラジオどっとあい 咲々木瞳のゆるくいきたいラジオ[41]（2023年7月 - 、AG-ON※・超!A&G+※）
- 咲々木瞳の咲く咲くさんぽ（2024年 - 、ニコニコ生放送※・YouTube※）[42][43]

### その他コンテンツ
- ボイスドラマ『将来的に死んでくれ』（2020年、木下沙弥[44]）
- メディアミックスプロジェクト『AIドロイド RAISING』（2020年、LOVE[45]）
- ウマ娘 プリティーダービー 新時代の扉 オーディオドラマ「また星は巡る」（2025年、アドマイヤベガ、アドマイヤベガの妹）
- スマスロ マギアレコード 魔法少女まどか☆マギカ外伝（2025年、アイ/名無し人工知能のウワサ）

## ディスコグラフィ

### キャラクターソング
| 発売日   | 商品名                                                                                         | 歌 | 楽曲                                                                                                 | 備考                                                                     |
| 2018年   | 2018年                                                                                         | 2018年 | 2018年                                                                                               | 2018年                                                                   |
| -------- | ---------------------------------------------------------------------------------------------- | --- | --- | ------------------------------------------------------------------------ |
| 3月7日   | 永遠にシンデレラメイト                                                                         | ツブ★ドル | 「永遠にシンデレラメイト」                                                                           | OVA『ツブ★ドル』関連曲                                                   |
| 6月20日  | Cuteen                                                                                         | 桜台ひなの（咲々木瞳）、藤野ちえ（小林可奈）、小倉ひかり（立花芽恵夢）、小田相ゆず（長縄まりあ） | 「Cuteen」                                                                                           | OVA『ツブ★ドル』関連曲                                                   |
| 2021年   |                                                                                                | | |                                                                          |
| 12月22日 | 最高☆アイドロイド                                                                              | Twin-くるズ!! | 「最高☆アイドロイド」 「Dang Dong♡Dang Dong」 「らいじんぐ・でいず♪」 「デュアル＊シンギュラリティ」 | 『AIドロイド RAISING』関連曲                                             |
| 2022年   |                                                                                                | | |                                                                          |
| 4月27日  | ウマ娘 プリティーダービー WINNING LIVE 05                                                      | スペシャルウィーク（和氣あず未）、サイレンススズカ（高野麻里佳）、トウカイテイオー（Machico）、オグリキャップ（高柳知葉）、ゴールドシップ（上田瞳）、メジロマックイーン（大西沙織）、テイエムオペラオー（徳井青空）、ナリタブライアン（衣川里佳）、シンボリルドルフ（田所あずさ）、タマモクロス（大空直美）、メジロライアン（土師亜文）、アドマイヤベガ（咲々木瞳）、サクラバクシンオー（三澤紗千香）、ミスターシービー（天海由梨奈）、メジロドーベル（久保田ひかり）、マチカネタンホイザ（遠野ひかる）、サトノダイヤモンド（立花日菜）、キタサンブラック（矢野妃菜喜）、サクラチヨノオー（野口瑠璃子）、メジロアルダン（会沢紗弥）、ヤエノムテキ（日原あゆみ）、ナリタトップロード（中村カンナ） | 「We are DREAMERS!!」                                                                                | ゲーム『ウマ娘 プリティーダービー』関連曲                                |
| 4月27日  | ウマ娘 プリティーダービー WINNING LIVE 05                                                      | スペシャルウィーク（和氣あず未）、サイレンススズカ（高野麻里佳）、トウカイテイオー（Machico）、オグリキャップ（高柳知葉）、ゴールドシップ（上田瞳）、メジロマックイーン（大西沙織）、テイエムオペラオー（徳井青空）、ナリタブライアン（衣川里佳）、シンボリルドルフ（田所あずさ）、アグネスデジタル（鈴木みのり）、タマモクロス（大空直美）、マヤノトップガン（星谷美緒）、メジロライアン（土師亜文）、アドマイヤベガ（咲々木瞳）、サクラバクシンオー（三澤紗千香）、スマートファルコン（大和田仁美）、ニシノフラワー（河井晴菜）、ハルウララ（首藤志奈）、マーベラスサンデー（三宅麻理恵）、ミスターシービー（天海由梨奈）、メジロドーベル（久保田ひかり）、ナイスネイチャ（前田佳織里）、マチカネタンホイザ（遠野ひかる）、ツインターボ（花井美春）、サトノダイヤモンド（立花日菜）、キタサンブラック（矢野妃菜喜）、サクラチヨノオー（野口瑠璃子）、メジロアルダン（会沢紗弥）、ヤエノムテキ（日原あゆみ）、ナリタトップロード（中村カンナ） | 「うまぴょい伝説」                                                                                   | ゲーム『ウマ娘 プリティーダービー』関連曲                                |
| 10月4日  | ウマ娘 プリティーダービー Solo Vocal Tracks Vol.5 －4th EVENT SPECIAL DREAMERS!! EXTRA STAGE－ | アドマイヤベガ（咲々木瞳） | 「We are DREAMERS!!（Game Size）」                                                                   | ゲーム『ウマ娘 プリティーダービー』関連曲                                |
| 2023年   |                                                                                                | | | ゲーム『ウマ娘 プリティーダービー』関連曲                                |
| 3月29日  | ウマ娘 プリティーダービー WINNING LIVE 11                                                      | スペシャルウィーク（和氣あず未）、トウカイテイオー（Machico）、テイエムオペラオー（徳井青空）、ナリタブライアン（衣川里佳）、シンボリルドルフ（田所あずさ）、マヤノトップガン（星谷美緒）、マンハッタンカフェ（小倉唯）、アグネスタキオン（上坂すみれ）、アドマイヤベガ（咲々木瞳）、マーベラスサンデー（三宅麻理恵）、ミスターシービー（天海由梨奈）、ツインターボ（花井美春）、サトノダイヤモンド（立花日菜）、キタサンブラック（矢野妃菜喜）、サクラローレル（真野美月）、ナリタトップロード（中村カンナ）、シンボリクリスエス（春川芽生）、タニノギムレット（松岡美里）、メジロラモーヌ（東山奈央）、サトノクラウン（鈴代紗弓）、シュヴァルグラン（夏吉ゆうこ）、ジャングルポケット（藤本侑里） 、カツラギエース（藤原夏海） | 「DRAMATIC JOURNEY」                                                                                 |                                                                          |
| 3月29日  | ウマ娘 プリティーダービー WINNING LIVE 11                                                      | スペシャルウィーク（和氣あず未）、トウカイテイオー（Machico）、ウオッカ（大橋彩香）、テイエムオペラオー（徳井青空）、ナリタブライアン（衣川里佳）、シンボリルドルフ（田所あずさ）、マヤノトップガン（星谷美緒）、マンハッタンカフェ（小倉唯）、アグネスタキオン（上坂すみれ）、アドマイヤベガ（咲々木瞳）、マーベラスサンデー （三宅麻理恵）、ミスターシービー（天海由梨奈）、ツインターボ（花井美春）、サトノダイヤモンド（立花日菜）、キタサンブラック（矢野妃菜喜）、ツルマルツヨシ（青山吉能）、サクラローレル（真野美月）、ナリタトップロード（中村カンナ）、シンボリクリスエス（春川芽生）、タニノギムレット（松岡美里）、メジロラモーヌ（東山奈央）、サトノクラウン（鈴代紗弓）、シュヴァルグラン（夏吉ゆうこ）、ジャングルポケット（藤本侑里）、カツラギエース（藤原夏海） | 「うまぴょい伝説」                                                                                   |                                                                          |
| 5月10日  | アニメ『ウマ娘 プリティーダービー ROAD TO THE TOP』アルバム                                    | ナリタトップロード（中村カンナ）、アドマイヤベガ（咲々木瞳）、テイエムオペラオー（徳井青空） | 「Glorious Moment!」                                                                                 | Webアニメ『ウマ娘 プリティーダービー ROAD TO THE TOP』オープニングテーマ |
| 5月10日  | アニメ『ウマ娘 プリティーダービー ROAD TO THE TOP』アルバム                                    | アドマイヤベガ（咲々木瞳） | 「Like a Shooting Star」                                                                             | Webアニメ『ウマ娘 プリティーダービー ROAD TO THE TOP』関連曲             |
| 5月10日  | アニメ『ウマ娘 プリティーダービー ROAD TO THE TOP』アルバム                                    | ナリタトップロード（中村カンナ）、アドマイヤベガ（咲々木瞳）、テイエムオペラオー（徳井青空） | 「イチバン星が駆ける空」                                                                             | Webアニメ『ウマ娘 プリティーダービー ROAD TO THE TOP』挿入歌             |
| 5月10日  | アニメ『ウマ娘 プリティーダービー ROAD TO THE TOP』アルバム                                    | ナリタトップロード（中村カンナ）、アドマイヤベガ（咲々木瞳）、テイエムオペラオー（徳井青空）、メイショウドトウ（和多田美咲）、カレンチャン（篠原侑）、ハルウララ（首藤志奈）、ライスシャワー（石見舞菜香）、オグリキャップ（高柳知葉） | 「うまぴょい伝説（Anime Size）」                                                                     | Webアニメ『ウマ娘 プリティーダービー ROAD TO THE TOP』エンディングテーマ |
| 9月6日   | ウマ娘 プリティーダービー WINNING LIVE 13                                                      | ナリタブライアン（衣川里佳）、マヤノトップガン（星谷美緒）、アドマイヤベガ（咲々木瞳）、イナリワン（井上遥乃）、サトノダイヤモンド（立花日菜）、キタサンブラック（矢野妃菜喜）、ヤエノムテキ（日原あゆみ）、サクラローレル（真野美月）、ナリタトップロード（中村カンナ）、サトノクラウン（鈴代紗弓）、シュヴァルグラン（夏吉ゆうこ）、ネオユニヴァース（白石晴香）、ヒシミラクル（春日さくら） | 「トレセン音頭」                                                                                     | ゲーム『ウマ娘 プリティーダービー』関連曲                                |
| 9月6日   | ウマ娘 プリティーダービー WINNING LIVE 13                                                      | ナリタブライアン（衣川里佳）、マヤノトップガン（星谷美緒）、ライスシャワー（石見舞菜香）、アドマイヤベガ（咲々木瞳）、イナリワン（井上遥乃）、ミスターシービー（天海由梨奈）、マチカネタンホイザ（遠野ひかる）、イクノディクタス（田澤茉純）、ツインターボ（花井美春）、サトノダイヤモンド（立花日菜）、キタサンブラック（矢野妃菜喜）、ヤエノムテキ（日原あゆみ）、サクラローレル（真野美月）、ナリタトップロード（中村カンナ）、サトノクラウン（鈴代紗弓）、シュヴァルグラン（夏吉ゆうこ）、ホッコータルマエ（菊池紗矢香）、ネオユニヴァース（白石晴香）、ヒシミラクル（春日さくら） | 「うまぴょい伝説」                                                                                   | ゲーム『ウマ娘 プリティーダービー』関連曲                                |
| 9月16日  | ウマ娘 プリティーダービー Solo Vocal Tracks Vol.7 5th EVENT ARENA TOUR GO BEYOND -GAZE-        | アドマイヤベガ（咲々木瞳） | 「Gaze on Me!（Game Size）」 「Ms. VICTORIA（Game Size）」 「DRAMATIC JOURNEY（Game Size）」         | ゲーム『ウマ娘 プリティーダービー』関連曲                                |
| 2024年   |                                                                                                | | |                                                                          |
| 5月24日  | 劇場版『ウマ娘 プリティーダービー 新時代の扉』オリジナル・サウンドトラック                     | ジャングルポケット（藤本侑里）、アグネスタキオン（上坂すみれ）、マンハッタンカフェ（小倉唯）、ダンツフレーム（福嶋晴菜）、フジキセキ（松井恵理子）、テイエムオペラオー（徳井青空）、ナリタトップロード（中村カンナ）、メイショウドトウ（和多田美咲）、アドマイヤベガ（咲々木瞳）、オグリキャップ（高柳知葉）、ダイワスカーレット（木村千咲）、アグネスデジタル（鈴木みのり）、ユキノビジン（山本希望）、ライスシャワー（石見舞菜香）、エアシャカール（津田美波）、カレンチャン（篠原侑）、ゴールドシチー（香坂さき）、トーセンジョーダン（鈴木絵理）、ハルウララ（首藤志奈）、キングヘイロー（佐伯伊織）、ヒシミラクル（春日さくら） | 「うまぴょい伝説」                                                                                   | 劇場アニメ『ウマ娘 プリティーダービー 新時代の扉』エンディングテーマ     |
| 6月26日  | ウマ娘 プリティーダービー WINNING LIVE 19                                                      | ネオ・ネオユニヴァース（白石晴香）、ネオ・アグネスタキオン（上坂すみれ）、ヴィブロス・ネオ（伊藤彩沙）、ネオ・アドマイヤベガ（咲々木瞳）、ミホノブルボンSJ（長谷川育美）、ハロン（咲々木瞳） | 「宇宙走娘<コスモピュエラ> 銀河冒険譚」                                                              | ゲーム『ウマ娘 プリティーダービー』関連曲                                |
| 6月26日  | ウマ娘 プリティーダービー WINNING LIVE 19                                                      | ネオ・ネオユニヴァース（白石晴香）、ネオ・アグネスタキオン（上坂すみれ）、ヴィブロス・ネオ（伊藤彩沙）、ネオ・アドマイヤベガ（咲々木瞳）、ミホノブルボンSJ（長谷川育美） | 「宇宙走娘<コスモピュエラ> 銀河冒険譚 -セリフハナイヤツダロン-」                                     | ゲーム『ウマ娘 プリティーダービー』関連曲                                |
| 6月26日  | ウマ娘 プリティーダービー WINNING LIVE 19                                                      | マンハッタンカフェ（小倉唯）、ミホノブルボン（長谷川育美）、アグネスタキオン（上坂すみれ）、アドマイヤベガ（咲々木瞳）、ヴィブロス（伊藤彩沙）、ダンツフレーム（福嶋晴菜）、ジャングルポケット（藤本侑里）、スティルインラブ（宮下早紀）、ネオユニヴァース（白石晴香）、ラインクラフト（小島菜々恵）、シーザリオ（佐藤榛夏）、エアメサイア（根本優奈）、デアリングハート（希水しお） | 「うまぴょい伝説」                                                                                   | ゲーム『ウマ娘 プリティーダービー』関連曲                                |

## ライブ・イベント

### ライブ
| 出演日               | タイトル                                                                                 | 会場                             | 備考         |
| -------------------- | ---------------------------------------------------------------------------------------- | -------------------------------- | ------------ |
| 2022年5月4日・5日    | ウマ娘 プリティーダービー 4th EVENT SPECIAL DREAMERS!! 横浜公演 （アドマイヤベガ）       | ぴあアリーナMM（神奈川県）       | DAY1のみ出演 |
| 2022年11月5日・6日   | ウマ娘 プリティーダービー 4th EVENT SPECIAL DREAMERS!! EXTRA STAG（[アドマイヤベガ）     | ベルーナドーム（埼玉県）         |              |
| 2023年7月15日・16日  | ウマ娘 プリティーダービー 5th EVENT ARENA TOUR GO BEYOND -WISH- （アドマイヤベガ）       | ぴあアリーナMM（神奈川県）       | DAY2のみ出演 |
| 2024年2月3日・4日    | ウマ娘 プリティーダービー 5th EVENT ARENA TOUR GO BEYOND -YELL- （アドマイヤベガ）       | 有明アリーナ（東京都）           | DAY2のみ出演 |
| 2024年3月22日・23日  | ウマ娘 プリティーダービー 5th EVENT ARENA TOUR GO BEYOND - NEW GATE - （アドマイヤベガ） | 大阪城ホール（大阪府）           | DAY2のみ出演 |
| 2024年11月16日・17日 | ウマ娘 プリティーダービー Twinkle Circle! in OSAKA （アドマイヤベガ）                    | インテックス大阪 5号館（大阪府） |              |